# František Šourek-Tuček
František Šourek-Tuček (??? – ???) byl český šermíř a olympionik.
Na LOH 1908 reprezentoval Čechy, zde soutěžil v jednotlivcích v kordu a v šavli.